# Transept

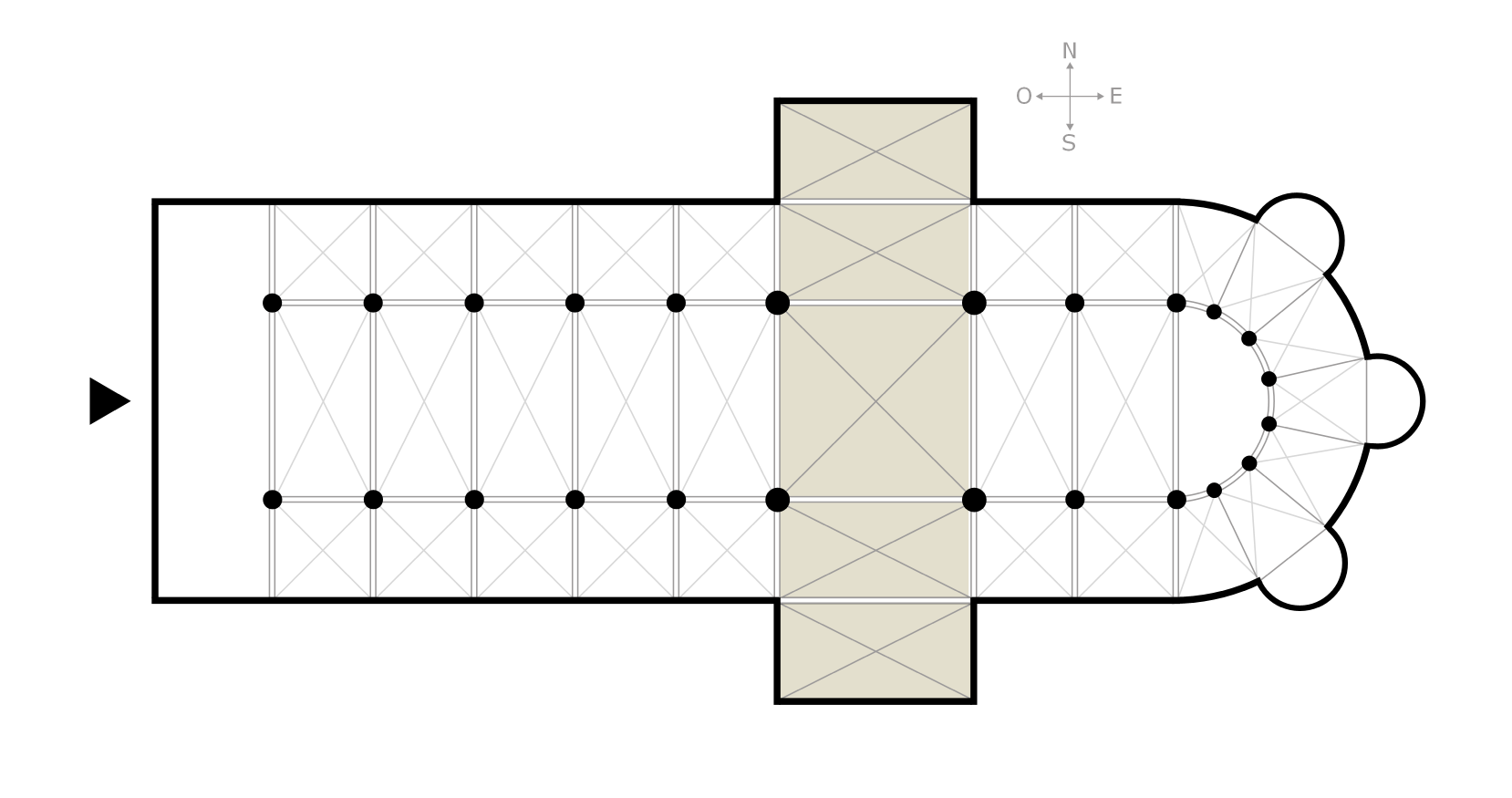
Hnědě je vyznačeno umístění transeptu v půdorysu chrámu

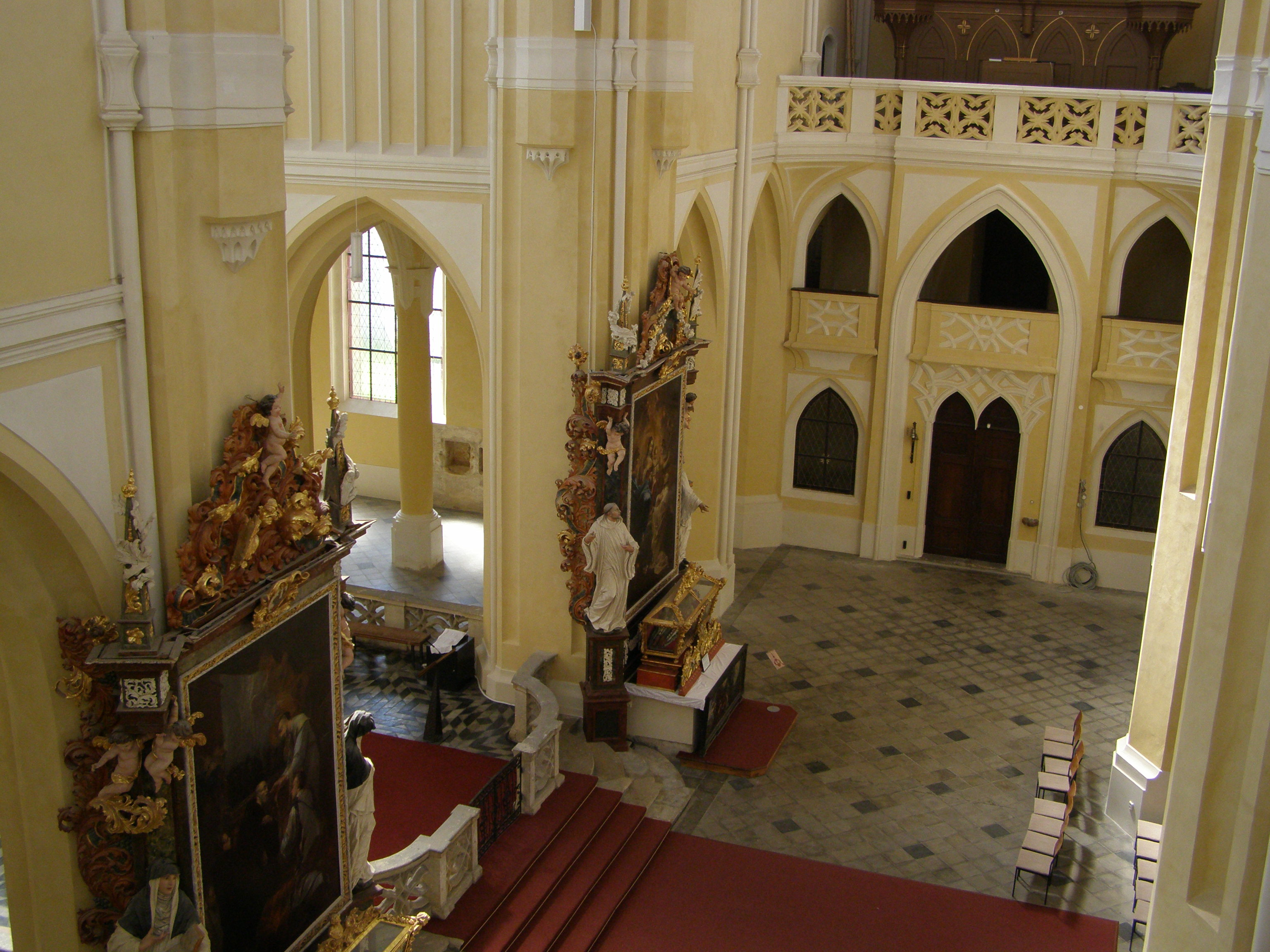
Příčná loď katedrály v Sedlci

Transept neboli příčná loď je část některých kostelů, chrámová loď kolmá na hlavní loď, kterou odděluje od kněžiště (presbytáře).
Poprvé byl použit v raně křesťanské bazilice za účelem rozšíření prostoru pro stoupající počet představených církve, kterým již nestačilo presbyterium. Bazilika s transeptem a apsidou získala půdorys ve tvaru písmene T. Později, v předrománské architektuře, byl mezi transept a apsidu vložen další čtvercový prostor, který tvořil chór (kněžiště). Stavba tak získala půdorys ve tvaru latinského kříže † (viz obrázek). Místo, kde se hlavní a příčná loď protínají, se nazývá jednoduše křížení. Příčná loď mívá obvykle stejnou výšku a šířku jako hlavní loď. I transept může být vybaven bočními loděmi. Délka transeptu přesahuje šířku chrámové lodi. Vyústění hlavní lodi do transeptu bývá zdůrazněno triumfálním obloukem. Na průčelích transeptu (jižním a severním, pokud je kostel orientován) bývají zpravidla umístěny vchody s rozměrnými portály. Ty zpravidla sloužily kapitule či příslušníkům konventu, zatímco západní vchod do lodi byl určen laickým účastníkům bohoslužeb.
Transept je doložen již ve 4. století u baziliky sv. Petra ve Vatikáně.